# Улица Германа Титова (Выборг)
Улица Германа Титова — короткая, около 150 м, улица в историческом центре Выборга, проходит от Крепостной улицы до Выборгской улицы.

## История

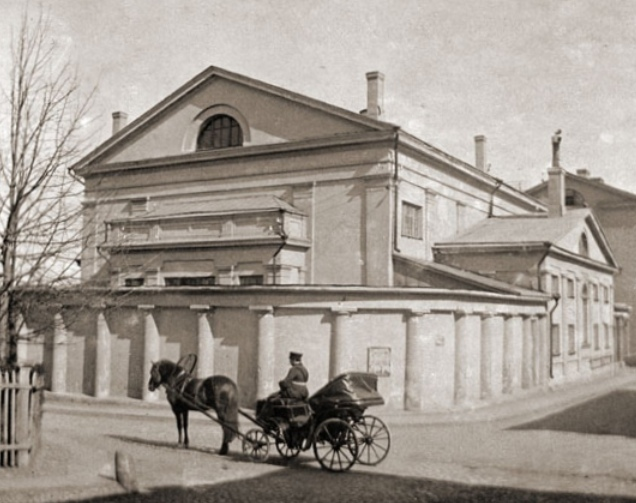
Дореволюционное фото театра

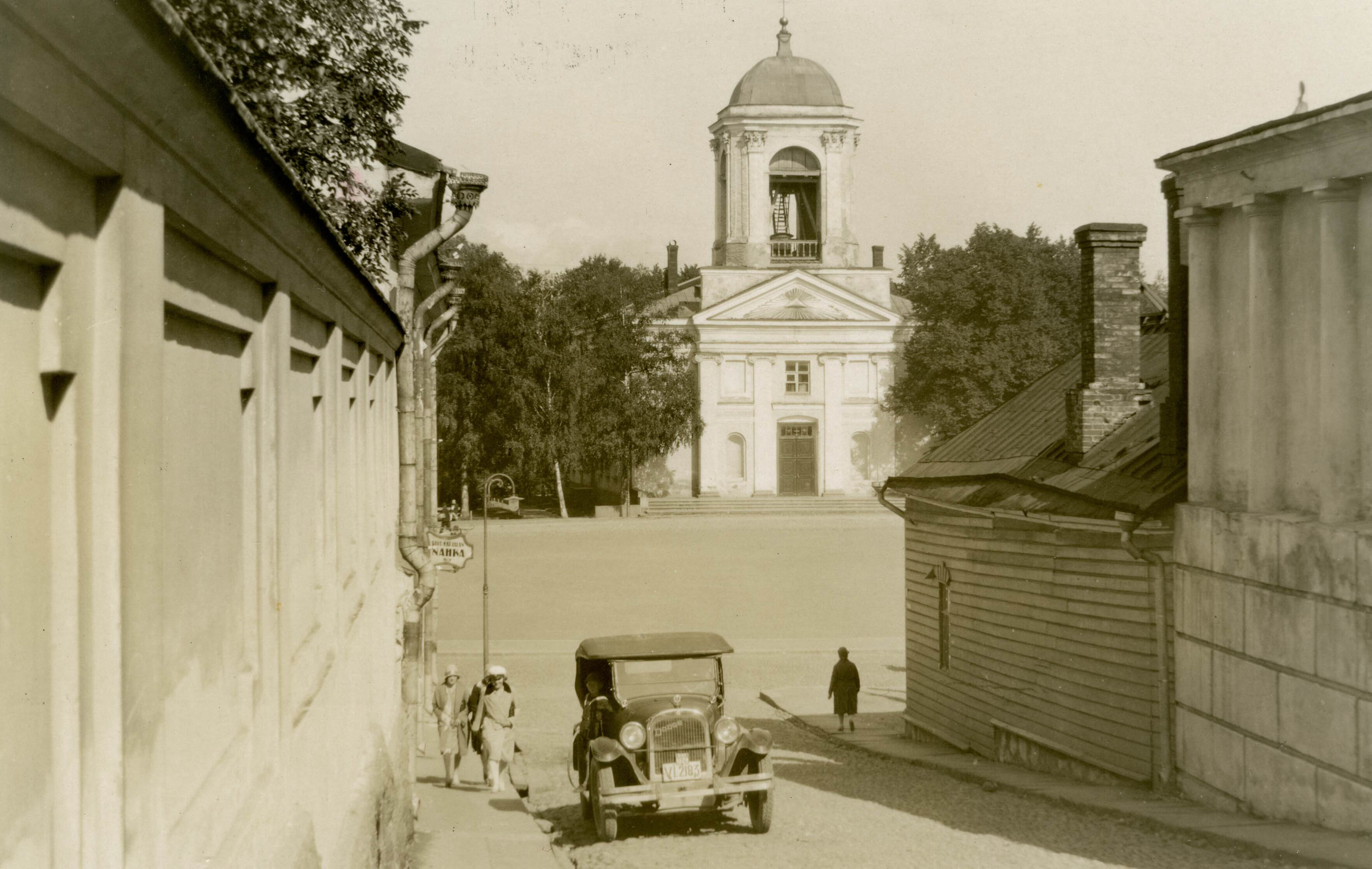
Довоенная застройка улицы

Застройка шведского Выборга, сформировавшаяся в XV веке, была хаотичной: вдоль извилистых средневековых улиц стояли бюргерские дома, главным образом деревянные. В 1640 году шведским инженером А. Торстенсоном с помощью землемера А. Стренга был составлен первый регулярный план Выборга, согласно которому город разделялся на кварталы правильной геометрической формы прямыми улицами, ширина которых, в основном, была равна 8,5 метрам. На этом плане впервые появилась улица на территории Земляного города (или Вала, то есть жилых кварталов в Рогатой крепости, примыкавшей к Каменному городу), которую предполагалось проложить юго-восточнее городской стены. Но на практике формирование улицы растянулось на полтора века. Длительное время застройка Земляного города была представлена небольшими деревянными домиками, разделёнными многочисленными пустующими участками.
После взятия Выборга русскими войсками в 1710 году на территории Рогатой крепости стали появляться одноэтажные постройки военного ведомства, а после обширного городского пожара 1738 года, когда погорельцы были расселены по предместьям — Выборгскому и Петербургскому форштадтам — вся Рогатая крепость была передана в ведение военных, и горожанам селиться в ней было запрещено.
В 1793 году в Выборге произошёл большой пожар, следствием которого стала перепланировка кварталов, в которых размещались здания русского военного ведомства. Согласно генеральному плану, утверждённому в 1794 году императрицей Екатериной II, была проложена новая улица, примерно соответствовавшая линии старой оборонительной стены города, разделявшей Каменный город и Рогатую крепость и разобранной в XVIII веке. Её застройка мыслилась как часть проектировавшегося ансамбля общественных зданий в стиле русского классицизма, включавшего лютеранскую церковь, здание городского общества и подковообразный в плане гостиный двор. Но спроектированный Джакомо Кваренги гостиный двор не был достроен (было возведено только его восточное крыло, разобранное в 1913 году). Его место занял городской театр, построенный в 1832 году по проекту А.Ф. Гранштедта. В результате сформировавшаяся в начале XIX века улица стала называться Театральной.

На плане Выборга 1640 года городские кварталы между Каменным городом и Рогатой крепостью разделены стеной
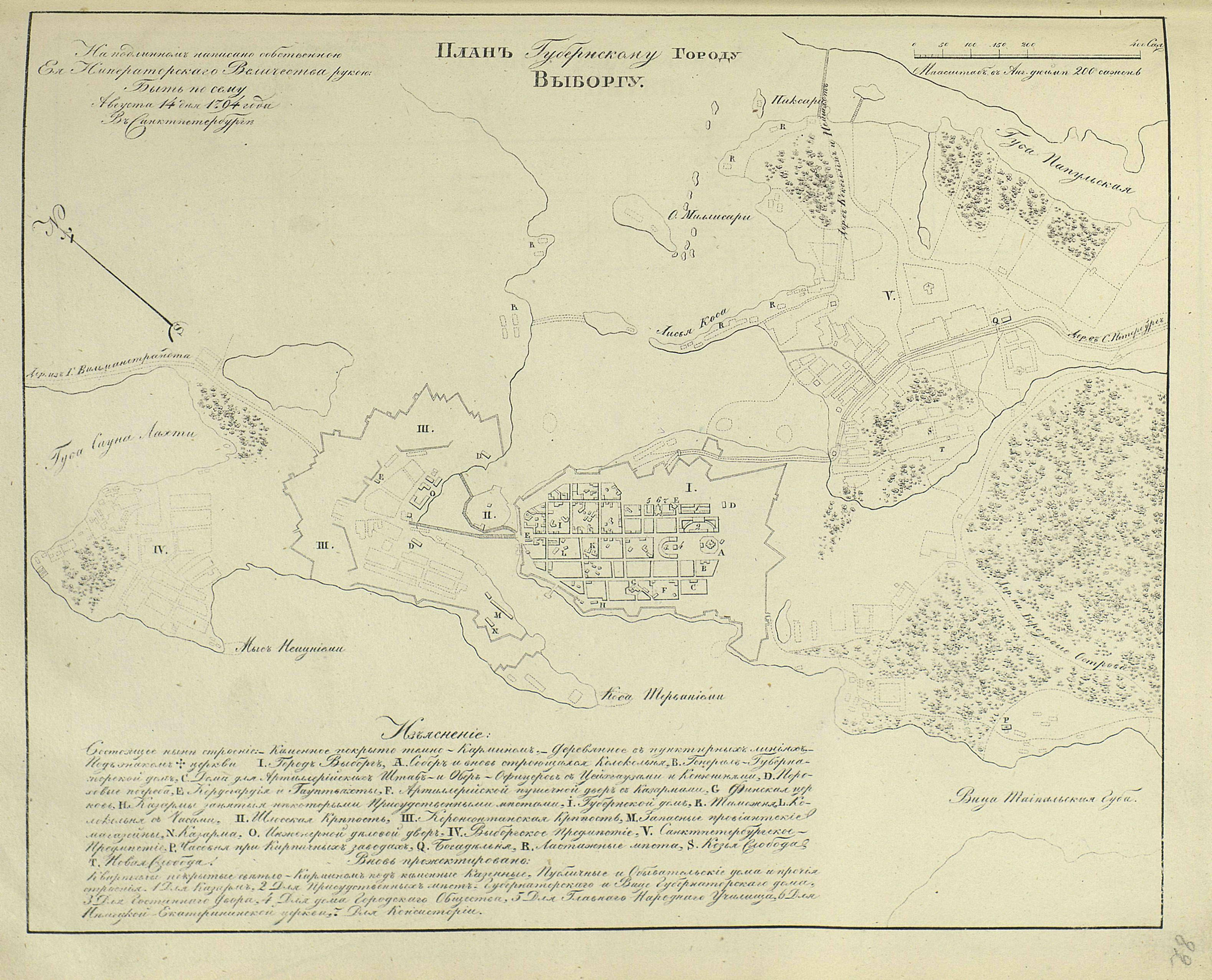
Новая сеть выборгских улиц согласно плану 1794 года. В центре — подковообразный гостиный двор
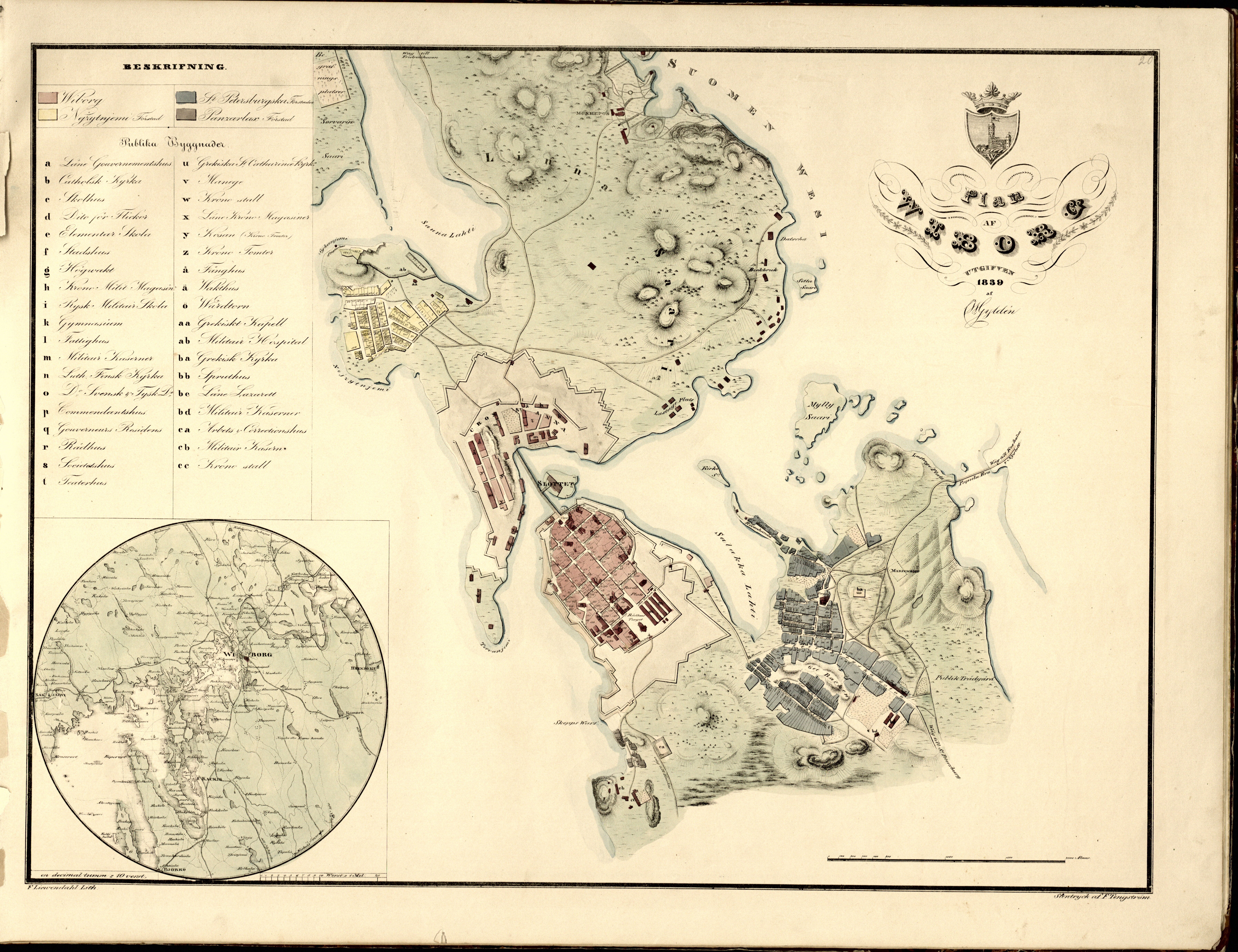
Шведоязычный план Выборга 1839 года. На плане указана улица Teater gatan

В 1812 году Финляндская губерния, переименованная в Выборгскую, была присоединена к Великому княжеству Финляндскому в составе Российской империи, вследствие чего языком официального делопроизводства в губернии снова стал шведский. На шведских картах того времени улица именуется швед. Teater gatan. После введения в 1860-х годах в официальное делопроизводство Великого княжества финского языка получили распространение финноязычные карты Выборга, на которых улица именовалась фин. Teatterikatu. С 1929 года, после провозглашения независимости Финляндии, официальным стало финское название Поссенкату (фин. Possenkatu), данное в честь коменданта Выборгской крепости Кнута Поссе, возглавлявшего оборону города в 1495 году при её осаде русскими войсками. С тем временем связана легенда о Выборгском громе (когда во время штурма города русскими войсками в башенных проходах шёл рукопашный бой, и по приказу коменданта была взорвана башня святого Андреаса (Андреевская), стоявшая в районе нынешней улицы Титова).
Застройка улицы пострадала в годы советско-финской (1939—1940) и Великой Отечественной войны, здание театра не сохранилось.
В советском Выборге улица стала Крымской. Современное название дано в 1961 году в честь советского космонавта Германа Титова — второго человека в мире, совершившего орбитальный космический полёт. В первый отряд космонавтов лётчика Германа Титова направили в 1959 году из лётной части населенного пункта Прибылово под Выборгом.
С 2008 года, после разделения всей территории Выборга на микрорайоны, улица Германа Титова относится к Центральному микрорайону города.
В 2016 году принято решение о проведении на улице ремонтных работ.

## Достопримечательности
д. 1 — Рок-клуб «Кочегарка»
д. 4 — Жилой дом И. Науккаринена (1902, архитектор А. Корппимяки)